# ابوالبقا موسوی حسینی
ابوالبقاء موسوی حسینی ابرقویی (۱۰۲۷–۱۱۰۰ه‍. ق/۱۶۱۸–۱۶۸۰م) فرزند شاه ابوالوالی بن شاه ابوالفتح ملقب به رستم الخطاطین از خوشنویسان و نستعلیق‌نویسان صاحب‌نام سدهٔ یازدهم هجری است. او از سادات ابرقو بود که در اصفهان می‌زیست و خود نسبت سیادتش را یک جا موسوی و دیگر جای حسینی یاد می‌کند. ابوالبقا بیشتر به تحصیل علوم و کسب کمالات مشغول بود و شعر نیز می‌سرود. او در نستعلیق از شاگردان محمدامین مشهدی بود و پس از عزیمت به هند از خوشنویسان دربار شاه جهان، سازندهٔ بنای باشکوه تاج محل، به‌شمار می‌رفت؛ در آنجا «تذکره نصرآبادی» را کتابت کرد. پس از برگشت از هند به دربار شاه عباس اول راه پیدا کرد و از او لقب رستم‌الخطاطین گرفت. در خدمت تقرب خان قربت یافت و پس از مرگ او، محمدعلی خان به او مهربانی بسیار کرد.

## آثار
از آثار خوشنویسی او در موزه هنرهای اسلامی مالزی با مورخ ۱۰۹۳ و ۱۰۲۷ و در مجموعه خلیلی، محموعه طارق رجب و در مرقع سرخ در کتابخانه مورگان موجود است و همچنین «منهاج العباد» است تألیف سعید فرغانی، به قلم کتابت جلی خوش در موزه باستانشناسی دهلی؛ یک قطعه به قلم دودانگ خوش، با رقم: «ابوالبقاء الموسوی ۱۰۰۶» در مجموعه نخجوانی در تبریز؛ یک قطعه به قلم دودانگ و کتاب خوش، با رقم «المذنب ابوالبقا الحسینی» در کتابخانه بادلیان آکسفورد؛ یک قطعه به قلم دودانگ خوش، با رقم: «کمترین ابوالبقاء الموسوی» در مجموعه خصوصی در تهران؛ یک قطعه به قلم دو دانگ، با رقم: «ابوالبقای الموسوی» در مجموعه خصوصی علی اکبر جواد در واشینگتن دی سی؛ چهار قطعه به قلمهای سه دانگ و دودانگ و کتابت خوش، با ارقام مختلف در مجموعه دکتر بیانی را می‌توان ذکر کرد.